# Artesania

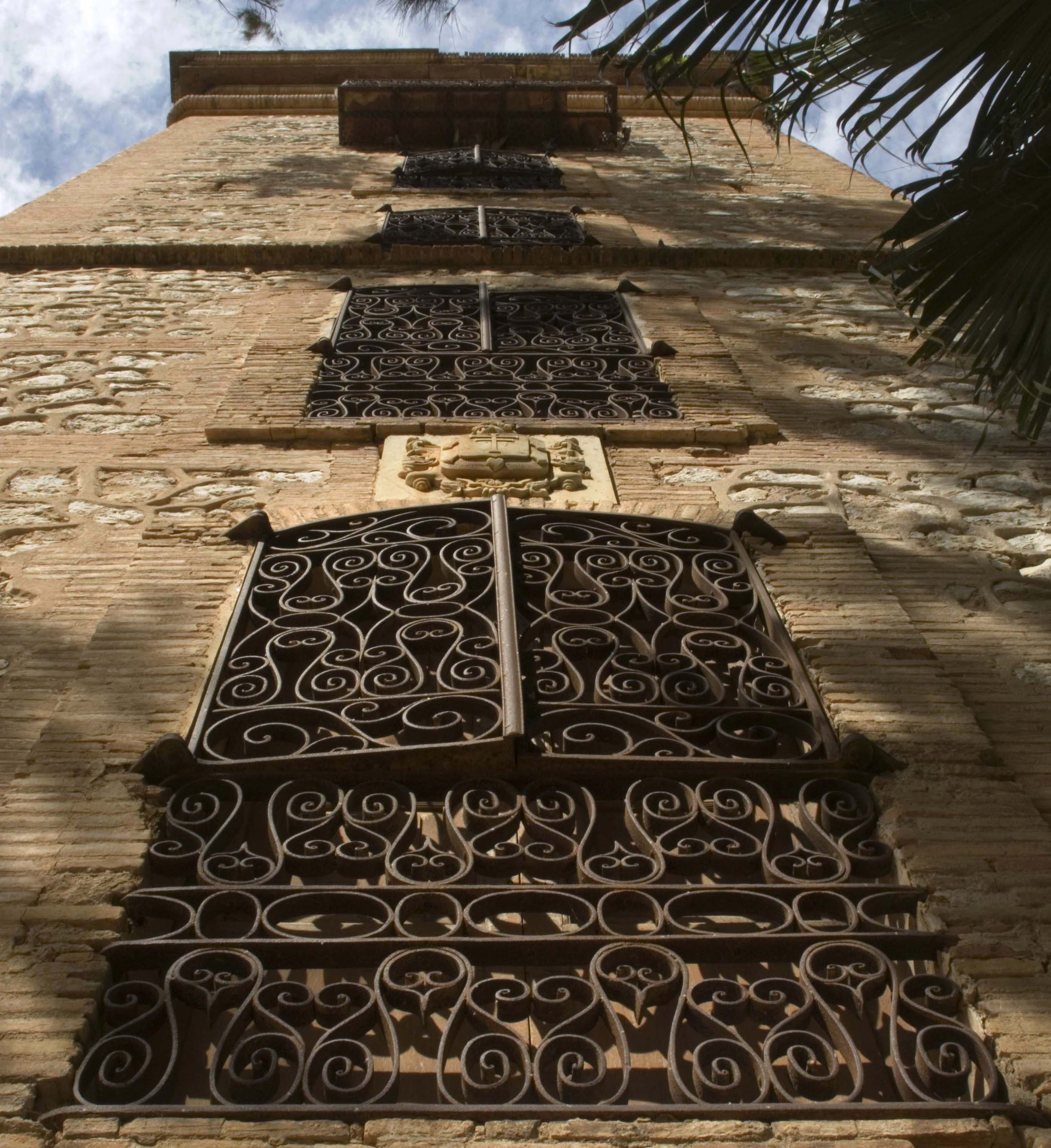
Ferro forjat a la Torre Luengo d'Alginet

L'artesania és la capacitat de què disposem els humans de produir objectes amb les mans o amb l'ajut d'utillatges o màquines simples. Els artesans també poden fer produccions seriades (totes iguals), però es diferencien de les industrials perquè les peces artesanals s'elaboren amb les mans, d'una en una, i això fa que l'objecte sigui únic. Fins a la fi del segle xx, d'artesans se'n trobaven arreu, en tots els camps de producció. Però els processos d'industrialització i de la implantació de la societat de consum han fet que aquesta activitat sigui inviable com a modus vivendi. Actualment, els artesans malden per mantenir viu el seu ofici i guanyar-s'hi la vida.

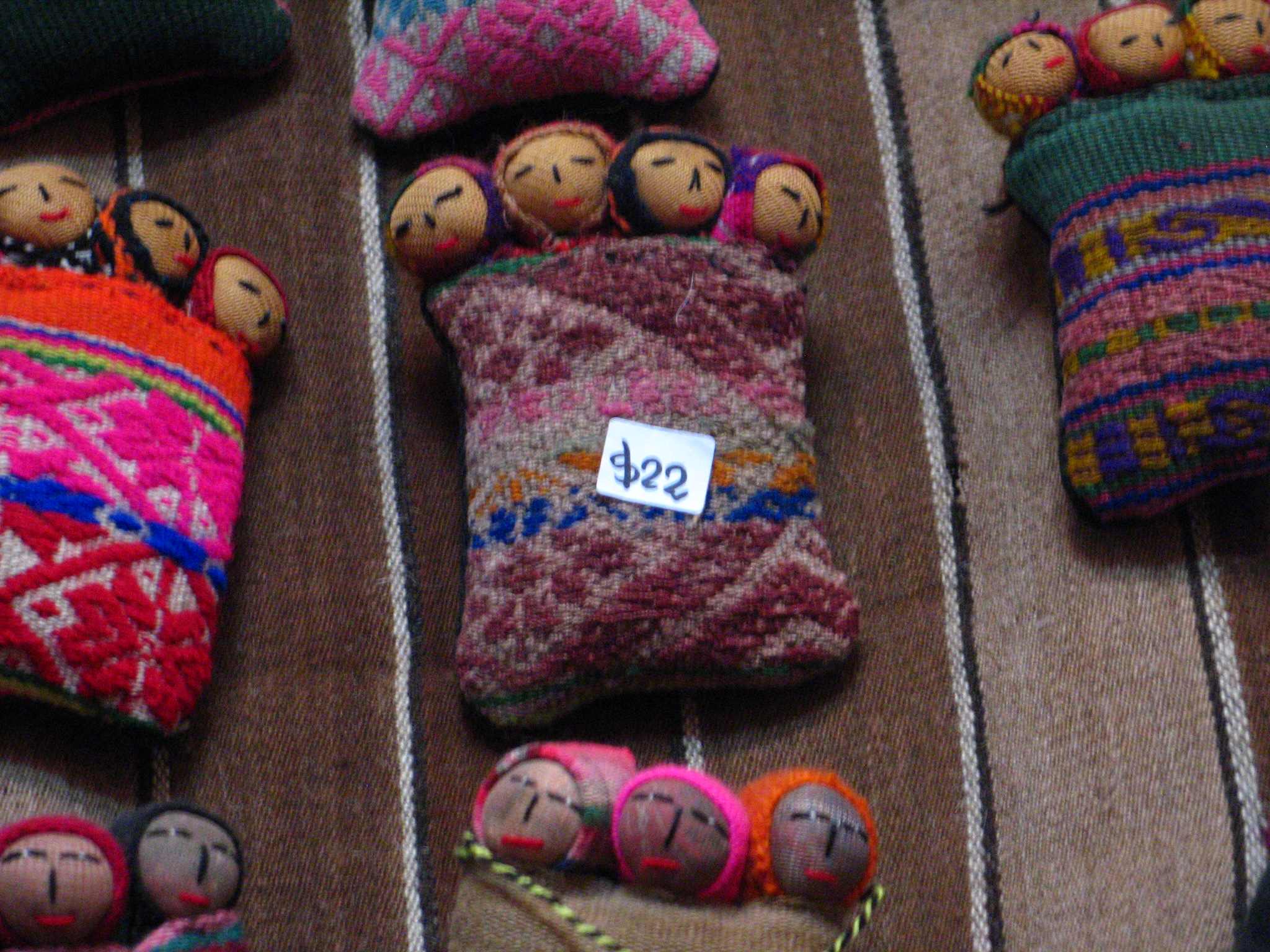
Artesania

Algunes d'aquestes manifestacions artesanals han ultrapassat el marc tradicional del taller i han esdevingut fenòmens de la col·lectivitat. Per això cada vegada s'organitzen més trobades i sessions d'aprenentatge de certes activitats, com ara la de les puntaires o la dels cistellers.

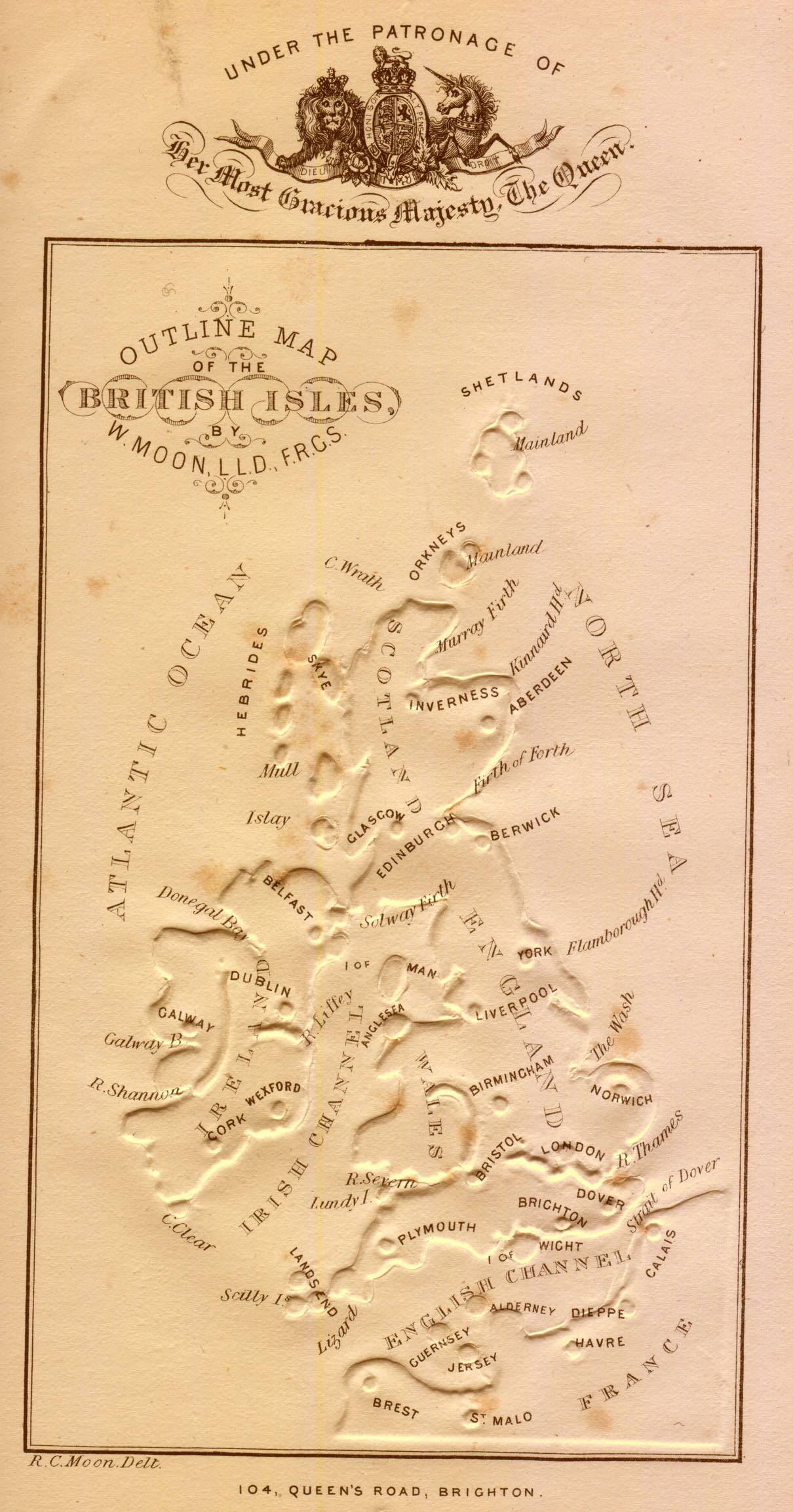
Cuir repussat

En l'art popular, per una altra banda, també cal destresa manual a l'hora de construir les obres proposades. En aquest cas, la producció ja no l'anomenem objecte, sinó obra. Les obres artístiques poden ser individuals o col·lectives, permanents o efímeres. L'art popular es manifesta en decoracions de carrers, pessebres, catifes de flors i més, manifestacions que tenen relació amb el cicle de l'any.

## Etimologia
L'etimologia de la paraula «artesania» deriva de les paraules llatines artis-manus que significa: art amb les mans. L'artesania comprèn, bàsicament, obres i treballs realitzats manualment i amb poca o nul·la intervenció de maquinària, habitualment són objectes decoratius per a la llar. A qui es dedica a aquesta activitat se'l denomina artesà.
Les arts manuals són practicades des de fa molts segles, no se sap amb exactitud des de fa quant de temps. El que se sap és que des de la prehistòria ja que s'han trobat artefactes fets manualment sense la intervenció prèvia o completa d'algun instrument mecànic.

## Art i artesania
Les diferències es van subratllar a finals de l'Edat Mitjana i es van consolidar amb el Renaixement, dignificant l'activitat i la funció social de l'art amb l'artista, i subordinant l'artesania juntament amb l'artesà dins la visió occidental. Finalment, el veritable valor de l'artesania varia d'acord amb la demografia.

## L'artesania en l'educació
Els projectes senzills d'"arts i manualitats" són una activitat comuna de primària i secundària en els sistemes educatius d'arreu del món.
En alguns dels països escandinaus o nòrdics, les manualitats més avançades formen part del currículum escolar formal i obligatori. Els estudiants aprenen a treballar principalment el metall, el tèxtil i la fusta, no amb finalitats de formació professional com a les escoles professionals o tècniques americanes, sinó amb l'objectiu de desenvolupar les habilitats pràctiques dels nens i adolescents, com ara la capacitat de resoldre problemes quotidians, l'ús d'eines i comprensió dels materials que ens envolten amb finalitats econòmiques, culturals i mediambientals.
Les escoles secundàries i els departaments d'art universitaris i universitaris ofereixen cada cop més opcions optatives per a les arts més basades en l'artesania, a més de les "belles arts" formals, una distinció que continua esvaint-se al llarg dels anys, especialment amb l'auge de l'artesania d'estudi, és a dir, l'ús de tècniques artesanals tradicionals d'artistes professionals.
Molts centres comunitaris i escoles organitzen classes i tallers nocturns o diürns, per a adults i nens, que ofereixen ensenyar habilitats manuals bàsiques en un curt període.

## Elaboració artesanal
La producció artesanal és una producció a petita escala de productes amb treball manual. Va ser especialment comú a l'Edat Mitjana, durant l'època de la Revolució Industrial va ser principalment suplantat per la producció en massa, no obstant això, encara existeix per a la producció de béns com els articles de luxe.

## Formes d'artesania
- Ceràmica,[4] socarrat (ceràmica),[5] Pisa (ceràmica), etc.
- Ferro forjat
- Repussat, del cuir i de l'aram,[4] amb planxes de metall de llautó, estany, or i plata, per obtenir un dibuix ornamental en relleu.
- Vidre català[6]
- Cristall de Bohèmia
- Fusteria, (entallar)[7]
- Cistelleria:[8] cabàs, cistell, panera, senalla, etc.
- Teixidura artesanal i Brodat[9] (ornament de fil realitzat amb passades d'agulla damunt d'un teixit).

## Oficis
- Ceramista
- Cisteller[10] o Panerer[11]
- Ebenisteria.[12] Una figura destacada d'aquest ofici és André-Charles Boulle[13]
- Lutier, és un artesà que fabrica, repara i restaura els instruments de música de  corda pinçada o  fregada, com per exemple David Bagué i Soler, Joan Guillamí, Xavier Orriols i Sendra, Xavier Vidal i Roca, etc.
- Puntaire[14] (Josep Fiter i Inglès)[15]

### Menestralsconsiderats artesans
- Estorer, vinculat al gremi d'esparters.[16]
- Gerrer, tenia l'ofici de fer gerres i gerros, especialment de terrissa.[17]
- Vidrier (Vitrall),[18] per exemple Santiago Marco i Urrútia, esmaltador de vidrieres.

## Regulació legal
A Espanya, els artesans poden certificar l'autenticitat de la seva producció mitjançant l'obtenció del carnet artesà corresponent al seu ofici. Els carnets artesans són atorgats per cada comunitat autònoma.
La definició legal i oficial per a l'administració catalana d'Artesania Catalunya, l'organisme de la Generalitat de Catalunya que acredita, informa i promou l'autenticitat de l'activitat artesana catalana és la següent: «activitat de producció, transformació o reparació de béns artístics i de consum, i la de prestació de serveis, feta mitjançant processos en els quals la intervenció personal i el coneixement tècnic constitueixen factors predominants. Aquests donen com a resultat l'obtenció d'un producte final individualitzat, que no és susceptible d'una producció industrial totalment mecanitzada o en grans sèries».
Per altra banda, les zones d'interès artesà (ZIA), establertes en el Decret 252/2000 de la Generalitat de Catalunya, en el seu article novè, es defineixen com les comarques o àrees geogràfiques formades per un o més municipis limítrofs, que es distingeixin per un artesanat actiu i homogeni i excepcionalment, les àrees dins d'un mateix municipi on es doni una concentració de tallers artesans.
L'etiqueta identificativa Productes Artesans Qualificats (PAQ) garanteix la qualitat del producte artesà final. Els artesans que gaudeixen del carnet
d'artesà poden sol·licitar aquest distintiu per etiquetar les seves creacions la qual cosa les identifica com a artesanes i de qualitat.

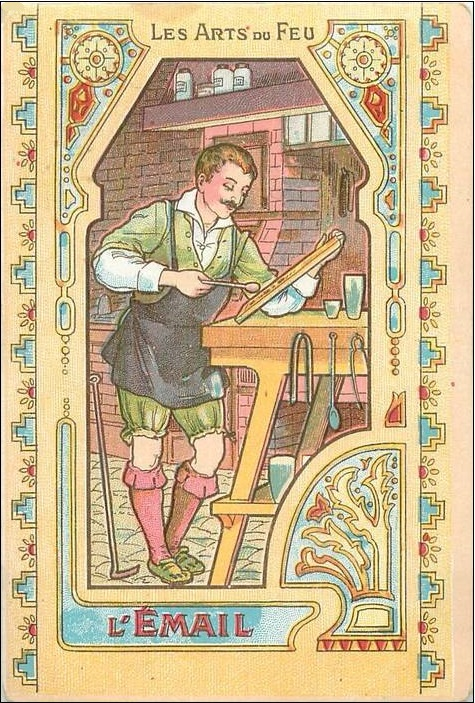
Esmalt al foc sobre metalls